# Quế Long
Quế Long is een xã in het district Quế Sơn, een van de districten in de Vietnamese provincie Quảng Nam. Quế Long heeft ruim 4700 inwoners op een oppervlakte van 19,57 km².

## Geografie en topografie
Quế Longligt in het westen van Quế Sơn en grenst aan huyện Duy Xuyên en aan huyện Nông Sơn. De aangrenzende xã in Duy Xuyên zijn Duy Sơn. De aangrenzende xã's in Nông Sơn zijn Sơn Viên en Quế Lộc. De aangrenzende xã's in Quế Sơn zijn Quế An, Quế Hiệp en Quế Phong. Quế Long grenst ook aan thị trấn Đông Phú.
In Quế Long bevindt zich het Giangmeer. Dit meer wordt gevoed door kleine beekjes. Via kleine beekjes stroomt het water dan vervolgens naar de Ly Ly.

## Verkeer en vervoer
Een belangrijke verkeersader is de Tỉnh lộ 611. Deze weg verbindt de Quốc lộ 1A in Hương An met Quế Trung in huyện Nông Sơn.